# Vereniging van Studerende Kinderen van Vrijmetselaren
De Vereniging van Studerende Kinderen van Vrijmetselaren (VSKV) werd in 1917 in Delft opgericht voor kinderen van vrijmetselaren uit Nederlands-Indië die in Nederland gingen studeren. Deze kinderen, die vaak bij een hospita inwoonden, konden zo medestudenten leren kennen met een soortgelijke achtergrond. Het was een landelijke vereniging met afdelingen in de meeste universiteitssteden.
In het begin had de VSKV alleen afdelingen in Delft en Wageningen, omdat de studenten in de meeste gevallen naar Nederland kwamen om weg- en waterbouwkunde in Delft en landbouwkunde in Wageningen te studeren. Na verloop van jaren kwamen er ook afdelingen bij in Leiden, Utrecht, Amsterdam en Groningen. In de jaren '70 van de 20e eeuw is er nog kortstondig een afdeling Eindhoven geweest, en werd de afdeling Delft uitgebreid met Rotterdam.
Door teruglopende belangstelling is vanaf 2005 geen enkele afdeling meer actief geweest. Er waren in 2011/12 nog kortstondig plannen om de afdeling in Groningen nieuw leven in te blazen maar dit is niet gelukt. De vereniging leidt sindsdien een slapend bestaan.
De Vereniging van Studerende Kinderen van Vrijmetselaren was een gezelligheidsvereniging waarin ook naar geestelijke verdieping werd gezocht. Zij stond los van de vrijmetselarij maar onderhield wel nauwe banden met de Orde van Vrijmetselaren onder het Grootoosten der Nederlanden. De vereniging had een eigen orgaan Viventia Nobiscum, afgekort als Vino.
Vrijmetselarij · Beginselen · Geschiedenis · Symbolen · Vrijmetselaarsloge · Ordegrondwet · Obediëntie · Regulariteit en irregulariteit · Ritus · Graden · Grootmeester · Gemengde vrijmetselarij · Para-vrijmetselarij · Antivrijmetselarij · Vrijmetselarij in Nederland · Vrijmetselarij in België · Internationale vrijmetselarij
>>> Meer info op Portaal:Vrijmetselarij <<<